# Toby Mulder
Toby Mulder (Gorinchem, 29 mei 1990) is een voormalig Nederlands profvoetballer die als verdediger voor RKC Waalwijk speelde.

## Carrière
Toby Mulder speelde in de jeugd van GJS en RKC Waalwijk, waar hij in 2009 bij het eerste elftal aansloot. Door een blessure kwam hij maar één keer in actie voor RKC, in de met 1-4 gewonnen uitwedstrijd in de KNVB Beker tegen SC Cambuur. In 2011 vertrok hij naar Kozakken Boys, waar hij tot 2018 speelde. Na een jaar bij SteDoCo speelt hij sinds 2019 voor ASWH. Helaas noopte blessureleed hem in januari 2020 om zijn loopbaan te beëindigen. Later in 2020 begon hij toch weer met voetballen, bij tweedeklasser SVW.

### Statistieken
| Seizoen        | Club           | Land           | Competitie     | Competitie | Competitie | Beker | Beker | Overig | Overig | Totaal | Totaal |
| Seizoen        | Club           | Land           | Competitie     | Wed.       | Dlp.       | Wed.  | Dlp.  | Wed.   | Dlp.   | Wed.   | Dlp.   |
| -------------- | -------------- | -------------- | -------------- | ---------- | ---------- | ----- | ----- | ------ | ------ | ------ | ------ |
| 2009/10        | RKC Waalwijk   | Nederland      | Eredivisie     | 0          | 0          | 0     | 0     | –      | –      | 0      | 0      |
| 2010/11        | RKC Waalwijk   | Nederland      | Eerste divisie | 0          | 0          | 1     | 0     | –      | –      | 1      | 0      |
| Carrièretotaal | Carrièretotaal | Carrièretotaal | Carrièretotaal | 0          | 0          | 1     | 0     | 0      | 0      | 1      | 0      |